# Adolfo Giovanni I del Palatinato-Zweibrücken-Kleeburg
Adolfo Giovanni I del Palatinato-Zweibrücken-Kleeburg (Castello di Stegeborg, 11 ottobre 1629 – Castello di Stegeborg, 14 ottobre 1689) fu un maresciallo svedese, duca di Stegeborg e del Palatinato-Zweibrücken-Kleeburg.

## Biografia
Egli era il più giovane dei figli sopravvissuti di Giovanni Casimiro del Palatinato-Zweibrücken-Kleeburg (1589-1652) e di Caterina Vasa. Suo padre si era stabilito in Svezia nel 1622 e lì aveva sposato la Principessa reale Caterina. Suo fratello Carlo Gustavo avrebbe potuto perciò ereditare il titolo di Re di Svezia. Egli ereditò nel 1652 il titolo di Duca del Palatinato-Zweibrücken-Kleeburg continuando a mantenerlo anche quando nel 1654 suo fratello minore Adolfo Giovanni divenne Re di Svezia. Già dal 1651 venne nominato Governatore Generale di Västergötland, Dalsland, Värmland e Halland. Nel 1654 rinunciò ai propri incarichi.
Dal 1653 al 1654 fu maresciallo dell'esercito svedese e successore di Magnus Gabriel De la Gardie, suo cognato in quanto marito di sua sorella Maria Eufrosina. Nella Seconda Guerra del Nord sconfisse le armate della confederazione polacco-lituana il 27 aprile 1656 a Gnesen (Kłecko). Tra il 1657 ed il 1659 fu Governatore Generale della Prussia, che si era schierata a favore della Svezia. Giovanni Adolfo oscillò nuovamente con continui spostamenti tra Germania e Svezia.

## Discendenza
Adolfo Giovanni sposò nel 1649 Elsa Beata Persdotter Brahe (1629-1653), figlia minore di Per Brahe il Giovane. Nel 1653 nacque suo figlio Gustavo Adolfo, ma morì pochi mesi dopo. Alla morte della prima moglie, Adolfo Giovanni si risposò nel 1661 con Else Elizabeth Nielsdotter Brahe, figlia del Generale Nile Brahe, dalla quale ebbe i seguenti eredi:
- Caterina (30 novembre 1661 - 6 maggio 1720) sposò il Conte Kristofer Gyllenstierna;
- Maria Elisabetta (1663-1748), sposò Christian Gottlob von Gersdorff di Oppach;
- Carlo Giovanni, (* † 1664);
- Giovanni Casimiro (1665-1666);
- Adolfo Giovanni II (23 agosto 1666 - 27 aprile 1701);
- Gustavo Casimiro (1667-1669);
- Cristiana Maddalena, (1669-1670);
- Gustavo (1670-1731), Duca del Palatinato-Zweibrücken
- un bambino dal nome sconosciuto (* † 1671).

## Ascendenza
|                                                       |                     |                                | Genitori                      |  |  | Nonni |  |  | Bisnonni                            |  |  | Trisnonni                           |  |
|                                                       |                     |                                |                               |  |  |       |  |  | Volfango del Palatinato-Zweibrücken |  |  | Luigi II del Palatinato-Zweibrücken |  |
|                                                       |                     |                                |                               |  |  |       |  |  | Volfango del Palatinato-Zweibrücken |  |  | Luigi II del Palatinato-Zweibrücken |  |
|                                                       |                     | Elisabetta d'Assia             |                               |  |  |       |  |  | Volfango del Palatinato-Zweibrücken |  |  |                                     |  |
| Giovanni I del Palatinato-Zweibrücken                 |                     |                                |                               |  |  |       |  |  | Volfango del Palatinato-Zweibrücken |  |  |                                     |  |
|                                                       |                     | Anna d'Assia                   | Filippo I d'Assia             |  |  |       |  |  |                                     |  |  |                                     |  |
|                                                       |                     | Anna d'Assia                   | Filippo I d'Assia             |  |  |       |  |  |                                     |  |  |                                     |  |
|                                                       |                     | Anna d'Assia                   | Cristina di Sassonia          |  |  |       |  |  |                                     |  |  |                                     |  |
| Giovanni Casimiro del Palatinato-Zweibrücken-Kleeburg |                     | Anna d'Assia                   |                               |  |  |       |  |  |                                     |  |  |                                     |  |
|                                                       |                     | Guglielmo di Jülich-Kleve-Berg | Giovanni III di Kleve         |  |  |       |  |  |                                     |  |  |                                     |  |
|                                                       |                     | Guglielmo di Jülich-Kleve-Berg | Giovanni III di Kleve         |  |  |       |  |  |                                     |  |  |                                     |  |
|                                                       |                     | Guglielmo di Jülich-Kleve-Berg | Maria di Jülich-Berg          |  |  |       |  |  |                                     |  |  |                                     |  |
| Maddalena di Jülich-Kleve-Berg                        |                     | Guglielmo di Jülich-Kleve-Berg |                               |  |  |       |  |  |                                     |  |  |                                     |  |
|                                                       |                     | Maria d'Austria                | Ferdinando I d'Asburgo        |  |  |       |  |  |                                     |  |  |                                     |  |
|                                                       |                     | Maria d'Austria                | Ferdinando I d'Asburgo        |  |  |       |  |  |                                     |  |  |                                     |  |
|                                                       |                     | Maria d'Austria                | Anna Jagellone                |  |  |       |  |  |                                     |  |  |                                     |  |
| Adolfo Giovanni I del Palatinato-Zweibrücken-Kleeburg |                     | Maria d'Austria                |                               |  |  |       |  |  |                                     |  |  |                                     |  |
|                                                       | Gustavo I di Svezia | Erik Johansson Vasa            |                               |  |  |       |  |  |                                     |  |  |                                     |  |
|                                                       | Gustavo I di Svezia | Erik Johansson Vasa            |                               |  |  |       |  |  |                                     |  |  |                                     |  |
|                                                       | Gustavo I di Svezia | Cecilia Månsdotter Eka         |                               |  |  |       |  |  |                                     |  |  |                                     |  |
| Carlo IX di Svezia                                    | Gustavo I di Svezia |                                |                               |  |  |       |  |  |                                     |  |  |                                     |  |
|                                                       |                     | Margherita Leijonhufvud        | Erik Abrahamsson Leijonhufvud |  |  |       |  |  |                                     |  |  |                                     |  |
|                                                       |                     | Margherita Leijonhufvud        | Erik Abrahamsson Leijonhufvud |  |  |       |  |  |                                     |  |  |                                     |  |
|                                                       |                     | Margherita Leijonhufvud        | Ebba Eriksdotter Vasa         |  |  |       |  |  |                                     |  |  |                                     |  |
| Caterina di Svezia                                    |                     | Margherita Leijonhufvud        |                               |  |  |       |  |  |                                     |  |  |                                     |  |
|                                                       |                     | Ludovico VI del Palatinato     | Federico III del Palatinato   |  |  |       |  |  |                                     |  |  |                                     |  |
|                                                       |                     | Ludovico VI del Palatinato     | Federico III del Palatinato   |  |  |       |  |  |                                     |  |  |                                     |  |
|                                                       |                     | Ludovico VI del Palatinato     | Maria di Brandeburgo-Kulmbach |  |  |       |  |  |                                     |  |  |                                     |  |
| Anna Maria di Wittelsbach-Simmern                     |                     | Ludovico VI del Palatinato     |                               |  |  |       |  |  |                                     |  |  |                                     |  |
|                                                       |                     | Elisabetta d'Assia             | Filippo I d'Assia             |  |  |       |  |  |                                     |  |  |                                     |  |
|                                                       |                     | Elisabetta d'Assia             | Filippo I d'Assia             |  |  |       |  |  |                                     |  |  |                                     |  |
|                                                       |                     | Elisabetta d'Assia             | Cristina di Sassonia          |  |  |       |  |  |                                     |  |  |                                     |  |
|                                                       |                     | Elisabetta d'Assia             |                               |  |  |       |  |  |                                     |  |  |                                     |  |